# Yoel Rodríguez
Yoel Rodríguez Oterino (Vigo, 28 augustus 1988) is een Spaans voetballer die als doelman speelt. Hij verruilde Valencia CF in juli 2017 voor SD Eibar, dat hem in het voorgaande seizoen al huurde.

## Clubcarrière
Yoel stapte op tienjarige leeftijd over van Colegio Hogar naar Celta de Vigo. Hij debuteerde in 2006 in het tweede elftal. In 2009 werd hij bij het eerste elftal gehaald. In zijn debuutjaar kwam Yoel tot zeven optredens in de Segunda División. Op 10 februari 2010 werd hij door bondscoach Juan Ramon López Caro opgeroepen voor Spanje –21. Tijdens het seizoen 2012/13 werd hij verhuurd aan reeksgenoot Lugo.
1 Masip ·
2 L. Pérez ·
3 García ·
4 Olivas ·
5 Sánchez ·
6 González ·
7 Guardiola ·
8 K. Pérez ·
9 Weissman ·
10 Plano ·
11 Hervías ·
12 Orellana ·
13 Roberto ·
14 Alcaraz ·
15 El Yamiq ·
16 André ·
17 Mesa ·
18 Janko ·
19 Toni ·
20 Fede ·
21 Míchel  ·
22 Nacho ·
23 Rubio ·
24 Joaquín ·
40 Jota ·
Coach: Sergio